# Capitania da Ilha Grande de Joanes
A Capitania da Ilha Grande de Joanes, ou Capitania do Marajó foi uma das capitanias do Brasil durante o período colonial.

## História
Com a celebração do Tratado de Tordesilhas, em 1493, o território do atual estado do Pará estava entre as terras pertencentes à coroa espanhola. Entretanto, devido às dificuldades logísticas, tanto espanhóis quanto portugueses pouco conseguiram fazer para ocupar a região além da foz do Rio Amazonas, apesar de navegadores de ambas as nações já terem circulado por aquelas terras, para fins de reconhecimento. Com a União Ibérica, entre 1580 e 1640, aquele tratado praticamente perde a sua finalidade, que aliás, haja vista a condição de subordinação de Portugal aos interesses espanhóis, nesse período. 
O primeiro documento oficial que trata da Capitania da Ilha Grande de Joanes, datado no dia 2 de maio de 1676 é firmado em Lisboa, e faz menção ao termo de capitania para a região da Ilha de Marajó, a qual estava sob a administração do Estado do Grão-Pará, de acordo com o testemunho do padre João Felipe Bettendorf, em 1661.
Foi concedida pelo rei Afonso V ao donatário Antônio de Sousa Macedo, seu secretário de Estado, em 23 de dezembro de 1665, outorgando-lhe o "direito de vida e morte" sobre os habitantes da região, além de lhe obrigar a "remeter quarenta e oito escravos anuais para o Reino".
Seu território era considerado estratégico para o controle do Rio Amazonas, sendo continuamente disputada entre Portugal e outras nações europeias. Antônio Macedo tomou posse da capitania por meio de seu procurador, em 2 de dezembro de 1667, tendo os registros de seus limites "desta ponta de terra firme em que está a Cid.e do Pará, ao cabo norte da outra banda, dizem Serão Seçenta Legoas, poresta parte do Pará corre o Rio deste nome, e pella outra o das Amazonas, ficando nomeyo a dita Ilha, correndo Rumo direito pella costa domar com a terra firme destas duas pontas, estendendose a dita Ilha pª. o sertão dizem que oitenta Legoas de comprido athe a fortaleza do Gorupá, Cituada na boca do Rio das Amazonas; tera a dita Ilha emparte vinte e trinta Legoas, e mais de largo", que incluíam ilhas menores ao redor de Marajó e algumas partes do continente.
Além de ser alvo dos interesses franceses, a proximidade que os holandeses tinham com as nações indígenas locais também trazia preocupações aos colonizadores portugueses, os quais confrontaram ingleses e irlandeses a partir de Belém, entre 1623 e 1632, com o apoio de populações indígenas. Para fortalecer a presença da autoridade luso-esupanhola na área, o governador do Estado do Grão-Pará Luís Aranha de Vasconcelos e seu capitão-mor Aires de Sousa Chichorro, solicitam à coroa a constituição de uma capitania na ilha, pois aquela possuía bons pastos naturais para criação de gado que além de exigir pouca despesa, poderia ser aproveitado para trabalhar nos engenhos e produzir couro, tal como na ilha de Santo Domingo. Além disso, propunham a utilização ilhéus indígenas como parte das doações, para que se facilitasse a criação de vilas e ocupação do território.
O nome da capitania vem de uma das várias nações indígenas que ocupavam a ilha, os Joanes, o quais se ocupavam do pesqueiro régio – o qual rendia anualmente cerca de 600 mil réis – e afirmavam que nalgumas das nações reconheciam o caráter belicoso "que as nossas Armas emsinarão pellas muitas vezes que lhe forão dar guerra, e sempre com menos ventagem da nosa parte”, pois a configuração geográfica favorecia os próprios habitantes pelo fato de os sertões serem cortados por muitos rios “e deffensaveis por natureza".
Luís Gonçalo de Sousa de Macedo, filho único e herdeiro do donatário, é feito Barão da Ilha Grande de Joanes, em 27 de Setembro de 1666 e, após a morte de seu pai, teria doado as terras da capitania aos frades capuchos de Santo Antônio, que chegavam ao Grão-Pará para catequizar os indígenas, em 6 de fevereiro de 1696 , incluindo os territórios da Ilha de Santana, na foz do Rio Arari, e compreendendo duas léguas de terras na margem esquerda daquele rio, desde o igarapé Murucutú, e três léguas na margem oposta. Luiz Gonçalo ainda teria feito uma segunda doação dessas terras, em 1726, porém não há registros que o comprovem., tendo sido autor do livro "Títulos das Famílias de Portugal", parte dos quais se acham na Biblioteca Nacional de Portugal. 
Há registros em mau estado encontrados pelo "Projeto Resgate", de que o bisneto de Antônio de Sousa Macedo, Luís de Sousa Macedo Aragão Vidal teria assumido a posse da capitania, em 30 de Novembro de 1738, com a morte de seu pai, tendo a vendido para a coroa portuguesa, em 29 de abril de 1754. Neles há valores de venda - 3000 cruzados anuais - e juros, além da troca de títulos, de Barão da Ilha Grande de Joanes - o qual se findou - para Barão de Mesquitela, além de algumas outras mercês que foram feitas para compensar a reincorporação da capitania à coroa. Após a negociação, a Capitania de Ilha Grande de Joanes foi colocada sob o governo e a comarca da Capitania do Grão-Pará, embora estivesse praticamente ocupada por ordens religiosas, que lá mantinham fazendas com criação de gado, situação que perdurou até a expulsão dos jesuítas daquelas terras anos depois.

## Lista de capitães-donatários
- Antônio de Sousa Macedo.
- Luís Gonçalo de Sousa de Macedo (1640–1727), 1º barão de Ilha Grande de Joanes e 2.º barão de Mullingar.
- António de Sousa de Macedo (1677–1738), 2º barão de Ilha Grande de Joanes, 3.º barão de Mullingar; filho do anterior, neto do primeiro barão de Mullingar.
- Luís de Souza Macedo Aragão Vidal (1713–1783), 3º barão de Ilha Grande de Joanes, 4.º barão de Mullingar, 1.º visconde de Mesquitela.